# Grand Prix de Denain 2023
Grand Prix de Denain 2023 var den 64:e upplagan av det franska cykelloppet Grand Prix de Denain. Tävlingen avgjordes den 16 mars 2023 med både start och målgång i Denain. Loppet var en del av UCI ProSeries 2023 och vanns av colombianska Juan Sebastián Molano från cykelstallet UAE Team Emirates.

## Deltagande lag
| WorldTeams (9)- AG2R Citroën Team - Alpecin-Deceuninck - Cofidis - Groupama-FDJ - Intermarché-Circus-Wanty - Jumbo-Visma - Arkéa-Samsic - Trek-Segafredo - UAE Team Emirates ProTeams (7)- Bingoal WB - Human Powered Health - Lotto Dstny - Q36.5 Pro Cycling Team - Team Corratec - Team Flanders-Baloise - TotalEnergies Kontinentala lag (3)- CIC U Nantes Atlantique - Saint Michel-Mavic-Auber 93 - Go Sport-Roubaix Lille Métropole |
| |

## Resultat
| \| Totaltävlingen \| Totaltävlingen \| Totaltävlingen \| Totaltävlingen \| Totaltävlingen \| \| Cyklist \| Cyklist \| Lag \| Tid \| \| \| -------------- \| --------------------- \| --------------------------- \| -------------- \| -------------- \| \| 1. \| Juan Sebastián Molano \| UAE Team Emirates \| 4t 37' 54" \| \| \| 2. \| Tim van Dijke \| Jumbo-Visma \| + 0" \| \| \| 3. \| Timo Kielich \| Alpecin-Deceuninck \| + 0" \| \| \| 4. \| Edvald Boasson Hagen \| TotalEnergies \| + 0" \| \| \| 5. \| Mikkel Bjerg \| UAE Team Emirates \| + 5" \| \| \| 6. \| Samuel Watson \| Groupama-FDJ \| + 9" \| \| \| 7. \| Milan Menten \| Lotto Dstny \| + 12" \| \| \| 8. \| Taco van der Hoorn \| Intermarché-Circus-Wanty \| + 14" \| \| \| 9. \| Thomas Gachignard \| Saint Michel-Mavic-Auber 93 \| + 17" \| \| \| 10. \| Paul Lapeira \| AG2R Citroën Team \| + 17" \| \| |                       |                             |            |
| |                       |                             |            |
| Källa: ProCyclingStats |                       |                             |            |
| Totaltävlingen |                       |                             |            |
| Cyklist | Cyklist               | Lag                         | Tid        |
| 1. | Juan Sebastián Molano | UAE Team Emirates           | 4t 37' 54" |
| 2. | Tim van Dijke         | Jumbo-Visma                 | + 0"       |
| 3. | Timo Kielich          | Alpecin-Deceuninck          | + 0"       |
| 4. | Edvald Boasson Hagen  | TotalEnergies               | + 0"       |
| 5. | Mikkel Bjerg          | UAE Team Emirates           | + 5"       |
| 6. | Samuel Watson         | Groupama-FDJ                | + 9"       |
| 7. | Milan Menten          | Lotto Dstny                 | + 12"      |
| 8. | Taco van der Hoorn    | Intermarché-Circus-Wanty    | + 14"      |
| 9. | Thomas Gachignard     | Saint Michel-Mavic-Auber 93 | + 17"      |
| 10. | Paul Lapeira          | AG2R Citroën Team           | + 17"      |

## Startlista
| Cofidis COF | Cofidis COF            | Cofidis COF |
| ----------- | ---------------------- | ----------- |
| #           | Cyklist                | Placering   |
| 1           | Max Walscheid (GER)    | 40.         |
| 2           | Piet Allegaert (BEL)   | DNF         |
| 3           | André Carvalho (POR)   | 81.         |
| 4           | Eddy Finé (FRA)        | DNF         |
| 5           | Wesley Kreder (NED)    | 15.         |
| 6           | Christophe Noppe (BEL) | DNF         |
| 7           | Jelle Wallays (BEL)    | 44.         |

| AG2R Citroën Team ACT | AG2R Citroën Team ACT     | AG2R Citroën Team ACT |
| --------------------- | ------------------------- | --------------------- |
| #                     | Cyklist                   | Placering             |
| 11                    | Stan Dewulf (BEL)         | 53.                   |
| 12                    | Pierre Gautherat (FRA)    | 26.                   |
| 13                    | Paul Lapeira (FRA)        | 10.                   |
| 14                    | Valentin Retailleau (FRA) | DNF                   |
| 15                    | Damien Touzé (FRA)        | 78.                   |
| 16                    | Bastien Tronchon (FRA)    | 54.                   |
| 17                    | Clément Venturini (FRA)   | DNF                   |

| Alpecin-Deceuninck ADC | Alpecin-Deceuninck ADC    | Alpecin-Deceuninck ADC |
| ---------------------- | ------------------------- | ---------------------- |
| #                      | Cyklist                   | Placering              |
| 21                     | Axel Laurance (FRA)       | 66.                    |
| 22                     | Ramon Sinkeldam (NED)     | 58.                    |
| 23                     | Dries De Bondt (BEL)      | 45.                    |
| 24                     | Tobias Bayer (AUT)        | DNF                    |
| 25                     | Maurice Ballerstedt (GER) | 68.                    |
| 26                     | Timo Kielich (BEL)        | 3.                     |
| 27                     | Lionel Taminiaux (BEL)    | 47.                    |

| Groupama-FDJ GFC | Groupama-FDJ GFC      | Groupama-FDJ GFC |
| ---------------- | --------------------- | ---------------- |
| #                | Cyklist               | Placering        |
| 31               | Lewis Askey (GBR)     | 14.              |
| 32               | Clément Davy (FRA)    | DNF              |
| 33               | Enzo Paleni (FRA)     | DNF              |
| 34               | Paul Penhoët (FRA)    | 80.              |
| 35               | Laurence Pithie (NZL) | 65.              |
| 36               | Samuel Watson (GBR)   | 6.               |
| 37               | Bram Welten (NED)     | DNF              |

| Intermarché-Circus-Wanty ICW | Intermarché-Circus-Wanty ICW         | Intermarché-Circus-Wanty ICW |
| ---------------------------- | ------------------------------------ | ---------------------------- |
| #                            | Cyklist                              | Placering                    |
| 41                           | Arne Marit (BEL)                     | 62.                          |
| 42                           | Hugo Page (FRA)                      | 34.                          |
| 43                           | Tom Paquot (BEL)                     | 27.                          |
| 44                           | Axel Huens (FRA)                     | 56.                          |
| 45                           | Laurenz Rex (BEL)                    | 46.                          |
| 46                           | Taco van der Hoorn (NED)             | 8.                           |
| 47                           | Roel Daan van Sintmaartensdijk (NED) | 33.                          |

| Jumbo-Visma TJV | Jumbo-Visma TJV          | Jumbo-Visma TJV |
| --------------- | ------------------------ | --------------- |
| #               | Cyklist                  | Placering       |
| 52              | Tim van Dijke (NED)      | 2.              |
| 53              | Loe van Belle (NED)      | 20.             |
| 54              | Olav Kooij (NED)         | 59.             |
| 55              | Timo Roosen (NED)        | 43.             |
| 56              | Tosh Van der Sande (BEL) | 32.             |
| 57              | Lars Boven (NED)         | 67.             |

| Arkéa-Samsic ARK | Arkéa-Samsic ARK        | Arkéa-Samsic ARK |
| ---------------- | ----------------------- | ---------------- |
| #                | Cyklist                 | Placering        |
| 61               | Daniel McLay (GBR)      | 12.              |
| 62               | Louis Barré (FRA)       | DNF              |
| 63               | Hugo Hofstetter (FRA)   | DNF              |
| 64               | Anthony Delaplace (FRA) | 25.              |
| 65               | David Dekker (NED)      | DNF              |
| 66               | Łukasz Owsian (POL)     | DNF              |
| 67               | Andriy Ponomar (UKR)    | 60.              |

| Trek-Segafredo TFS | Trek-Segafredo TFS             | Trek-Segafredo TFS |
| ------------------ | ------------------------------ | ------------------ |
| #                  | Cyklist                        | Placering          |
| 71                 | Marc Brustenga (ESP)           | 87.                |
| 72                 | Edward Theuns (BEL)            | DNF                |
| 73                 | Emīls Liepiņš (LAT) (landsväg) | 75.                |
| 74                 | Thibau Nys (BEL)               | DNF                |
| 75                 | Mathias Vacek (CZE)            | 57.                |

| UAE Team Emirates UAD | UAE Team Emirates UAD       | UAE Team Emirates UAD |
| --------------------- | --------------------------- | --------------------- |
| #                     | Cyklist                     | Placering             |
| 81                    | Sjoerd Bax (NED)            | DNF                   |
| 82                    | Mikkel Bjerg (DEN)          | 5.                    |
| 83                    | Felix Groß (GER)            | DNF                   |
| 84                    | Juan Sebastián Molano (COL) | 1.                    |
| 85                    | Pascal Ackermann (GER)      | DNF                   |
| 86                    | Ryan Gibbons (RSA)          | 35.                   |
| 87                    | Michael Vink (NZL)          | 85.                   |

| Bingoal WB BWB | Bingoal WB BWB                 | Bingoal WB BWB |
| -------------- | ------------------------------ | -------------- |
| #              | Cyklist                        | Placering      |
| 91             | Dorian de Maeght (BEL)         | DNS            |
| 92             | Luca De Meester (BEL)          | 38.            |
| 93             | Ceriel Desal (BEL)             | 84.            |
| 94             | Karl Patrick Lauk (EST)        | 74.            |
| 95             | Ludovic Robeet (BEL)           | DNF            |
| 96             | Guillaume Van Keirsbulck (BEL) | 18.            |
| 97             | Nathan Vandepitte (FRA)        | 31.            |

| Human Powered Health HPM | Human Powered Health HPM       | Human Powered Health HPM |
| ------------------------ | ------------------------------ | ------------------------ |
| #                        | Cyklist                        | Placering                |
| 101                      | Stanisław Aniołkowski (POL)    | 83.                      |
| 102                      | Alan Banaszek (POL)            | 23.                      |
| 103                      | Charles-Étienne Chrétien (CAN) | 69.                      |
| 104                      | Chad Haga (USA)                | DNS                      |
| 105                      | Colin Joyce (USA)              | 55.                      |
| 106                      | Barnabás Peák (HUN)            | DNF                      |
| 107                      | Benjamin Perry (CAN)           | 51.                      |

| Lotto Dstny LTD | Lotto Dstny LTD             | Lotto Dstny LTD |
| --------------- | --------------------------- | --------------- |
| #               | Cyklist                     | Placering       |
| 111             | Sébastien Grignard (BEL)    | 49.             |
| 112             | Branko Huys (BEL)           | 73.             |
| 113             | Lorenz Van De Wynkele (BEL) | DNF             |
| 114             | Milan Menten (BEL)          | 7.              |
| 115             | Michael Schwarzmann (GER)   | 39.             |
| 116             | Rüdiger Selig (GER)         | 13.             |
| 117             | Liam Slock (BEL)            | 28.             |

| Q36.5 Pro Cycling Team Q36 | Q36.5 Pro Cycling Team Q36 | Q36.5 Pro Cycling Team Q36 |
| -------------------------- | -------------------------- | -------------------------- |
| #                          | Cyklist                    | Placering                  |
| 121                        | Fabio Christen (SUI)       | 72.                        |
| 122                        | Filippo Colombo (SUI)      | 17.                        |
| 123                        | Tom Devriendt (BEL)        | DNF                        |
| 124                        | Kamil Małecki (POL)        | DNF                        |
| 125                        | Nicolò Parisini (ITA)      | DNF                        |
| 126                        | Szymon Sajnok (POL)        | DNF                        |
| 127                        | Nickolas Zukowsky (CAN)    | 30.                        |

| Team Corratec COR | Team Corratec COR         | Team Corratec COR |
| ----------------- | ------------------------- | ----------------- |
| #                 | Cyklist                   | Placering         |
| 131               | Antonio Barać (CRO)       | DNF               |
| 132               | Nicolas Dalla Valle (ITA) | 64.               |
| 133               | Giulio Masotto (ITA)      | DNF               |
| 134               | Charlie Quaterman (GBR)   | DNF               |
| 135               | Lorenzo Quartucci (ITA)   | DNF               |
| 136               | Etienne van Empel (NED)   | DNF               |
| 137               | Samuele Zambelli (ITA)    | 70.               |

| Team Flanders-Baloise TFB | Team Flanders-Baloise TFB | Team Flanders-Baloise TFB |
| ------------------------- | ------------------------- | ------------------------- |
| #                         | Cyklist                   | Placering                 |
| 141                       | Jules Hesters (BEL)       | DNF                       |
| 142                       | Sander De Pestel (BEL)    | 48.                       |
| 143                       | Gilles De Wilde (BEL)     | 21.                       |
| 144                       | Milan Fretin (BEL)        | 37.                       |
| 145                       | Tuur Dens (BEL)           | 71.                       |
| 146                       | Ward Vanhoof (BEL)        | 41.                       |
| 147                       | Aaron Verwilst (BEL)      | DNF                       |

| TotalEnergies TEN | TotalEnergies TEN          | TotalEnergies TEN |
| ----------------- | -------------------------- | ----------------- |
| #                 | Cyklist                    | Placering         |
| 151               | Edvald Boasson Hagen (NOR) | 4.                |
| 152               | Thomas Bonnet (FRA)        | 61.               |
| 154               | Émilien Jeannière (FRA)    | DNF               |
| 155               | Lorrenzo Manzin (FRA)      | DNF               |
| 156               | Dries Van Gestel (BEL)     | DNF               |
| 157               | Mattéo Vercher (FRA)       | 86.               |

| CIC U Nantes Atlantique UCN | CIC U Nantes Atlantique UCN   | CIC U Nantes Atlantique UCN |
| --------------------------- | ----------------------------- | --------------------------- |
| #                           | Cyklist                       | Placering                   |
| 161                         | Pierre Barbier (FRA)          | 79.                         |
| 162                         | Enzo Boulet (FRA)             | DNF                         |
| 163                         | Léo Danès (FRA)               | 50.                         |
| 164                         | Maël Guégan (FRA)             | 16.                         |
| 165                         | Rasmus Søjberg Pedersen (DEN) | DNF                         |
| 166                         | Nolann Mahoudo (FRA)          | 36.                         |
| 167                         | Emmanuel Morin (FRA)          | 19.                         |

| Go Sport-Roubaix Lille Métropole GRL | Go Sport-Roubaix Lille Métropole GRL | Go Sport-Roubaix Lille Métropole GRL |
| ------------------------------------ | ------------------------------------ | ------------------------------------ |
| #                                    | Cyklist                              | Placering                            |
| 171                                  | Samuel Leroux (FRA)                  | 77.                                  |
| 172                                  | Rait Ärm (EST)                       | 29.                                  |
| 173                                  | Célestin Guillon (FRA)               | DNF                                  |
| 174                                  | Maxime Jarnet (FRA)                  | 11.                                  |
| 175                                  | Tom Mainguenaud (FRA)                | 76.                                  |
| 176                                  | Jérémy Leveau (FRA)                  | 42.                                  |
| 177                                  | Norman Vahtra (EST)                  | 22.                                  |

| Saint Michel-Mavic-Auber 93 AUB | Saint Michel-Mavic-Auber 93 AUB | Saint Michel-Mavic-Auber 93 AUB |
| ------------------------------- | ------------------------------- | ------------------------------- |
| #                               | Cyklist                         | Placering                       |
| 181                             | Rudy Barbier (FRA)              | 63.                             |
| 182                             | Romain Cardis (FRA)             | 82.                             |
| 183                             | Nicolas Debeaumarché (FRA)      | DNF                             |
| 184                             | Théo Delacroix (FRA)            | 24.                             |
| 185                             | Thomas Gachignard (FRA)         | 9.                              |
| 186                             | Joris Delbove (FRA)             | 52.                             |
| 187                             | Florian Rapiteau (FRA)          | DNF                             |

| Cofidis COF | Cofidis COF            | Cofidis COF |
| ----------- | ---------------------- | ----------- |
| #           | Cyklist                | Placering   |
| 1           | Max Walscheid (GER)    | 40.         |
| 2           | Piet Allegaert (BEL)   | DNF         |
| 3           | André Carvalho (POR)   | 81.         |
| 4           | Eddy Finé (FRA)        | DNF         |
| 5           | Wesley Kreder (NED)    | 15.         |
| 6           | Christophe Noppe (BEL) | DNF         |
| 7           | Jelle Wallays (BEL)    | 44.         |

| AG2R Citroën Team ACT | AG2R Citroën Team ACT     | AG2R Citroën Team ACT |
| --------------------- | ------------------------- | --------------------- |
| #                     | Cyklist                   | Placering             |
| 11                    | Stan Dewulf (BEL)         | 53.                   |
| 12                    | Pierre Gautherat (FRA)    | 26.                   |
| 13                    | Paul Lapeira (FRA)        | 10.                   |
| 14                    | Valentin Retailleau (FRA) | DNF                   |
| 15                    | Damien Touzé (FRA)        | 78.                   |
| 16                    | Bastien Tronchon (FRA)    | 54.                   |
| 17                    | Clément Venturini (FRA)   | DNF                   |

| Alpecin-Deceuninck ADC | Alpecin-Deceuninck ADC    | Alpecin-Deceuninck ADC |
| ---------------------- | ------------------------- | ---------------------- |
| #                      | Cyklist                   | Placering              |
| 21                     | Axel Laurance (FRA)       | 66.                    |
| 22                     | Ramon Sinkeldam (NED)     | 58.                    |
| 23                     | Dries De Bondt (BEL)      | 45.                    |
| 24                     | Tobias Bayer (AUT)        | DNF                    |
| 25                     | Maurice Ballerstedt (GER) | 68.                    |
| 26                     | Timo Kielich (BEL)        | 3.                     |
| 27                     | Lionel Taminiaux (BEL)    | 47.                    |

| Groupama-FDJ GFC | Groupama-FDJ GFC      | Groupama-FDJ GFC |
| ---------------- | --------------------- | ---------------- |
| #                | Cyklist               | Placering        |
| 31               | Lewis Askey (GBR)     | 14.              |
| 32               | Clément Davy (FRA)    | DNF              |
| 33               | Enzo Paleni (FRA)     | DNF              |
| 34               | Paul Penhoët (FRA)    | 80.              |
| 35               | Laurence Pithie (NZL) | 65.              |
| 36               | Samuel Watson (GBR)   | 6.               |
| 37               | Bram Welten (NED)     | DNF              |

| Intermarché-Circus-Wanty ICW | Intermarché-Circus-Wanty ICW         | Intermarché-Circus-Wanty ICW |
| ---------------------------- | ------------------------------------ | ---------------------------- |
| #                            | Cyklist                              | Placering                    |
| 41                           | Arne Marit (BEL)                     | 62.                          |
| 42                           | Hugo Page (FRA)                      | 34.                          |
| 43                           | Tom Paquot (BEL)                     | 27.                          |
| 44                           | Axel Huens (FRA)                     | 56.                          |
| 45                           | Laurenz Rex (BEL)                    | 46.                          |
| 46                           | Taco van der Hoorn (NED)             | 8.                           |
| 47                           | Roel Daan van Sintmaartensdijk (NED) | 33.                          |

| Jumbo-Visma TJV | Jumbo-Visma TJV          | Jumbo-Visma TJV |
| --------------- | ------------------------ | --------------- |
| #               | Cyklist                  | Placering       |
| 52              | Tim van Dijke (NED)      | 2.              |
| 53              | Loe van Belle (NED)      | 20.             |
| 54              | Olav Kooij (NED)         | 59.             |
| 55              | Timo Roosen (NED)        | 43.             |
| 56              | Tosh Van der Sande (BEL) | 32.             |
| 57              | Lars Boven (NED)         | 67.             |

| Arkéa-Samsic ARK | Arkéa-Samsic ARK        | Arkéa-Samsic ARK |
| ---------------- | ----------------------- | ---------------- |
| #                | Cyklist                 | Placering        |
| 61               | Daniel McLay (GBR)      | 12.              |
| 62               | Louis Barré (FRA)       | DNF              |
| 63               | Hugo Hofstetter (FRA)   | DNF              |
| 64               | Anthony Delaplace (FRA) | 25.              |
| 65               | David Dekker (NED)      | DNF              |
| 66               | Łukasz Owsian (POL)     | DNF              |
| 67               | Andriy Ponomar (UKR)    | 60.              |

| Trek-Segafredo TFS | Trek-Segafredo TFS             | Trek-Segafredo TFS |
| ------------------ | ------------------------------ | ------------------ |
| #                  | Cyklist                        | Placering          |
| 71                 | Marc Brustenga (ESP)           | 87.                |
| 72                 | Edward Theuns (BEL)            | DNF                |
| 73                 | Emīls Liepiņš (LAT) (landsväg) | 75.                |
| 74                 | Thibau Nys (BEL)               | DNF                |
| 75                 | Mathias Vacek (CZE)            | 57.                |

| UAE Team Emirates UAD | UAE Team Emirates UAD       | UAE Team Emirates UAD |
| --------------------- | --------------------------- | --------------------- |
| #                     | Cyklist                     | Placering             |
| 81                    | Sjoerd Bax (NED)            | DNF                   |
| 82                    | Mikkel Bjerg (DEN)          | 5.                    |
| 83                    | Felix Groß (GER)            | DNF                   |
| 84                    | Juan Sebastián Molano (COL) | 1.                    |
| 85                    | Pascal Ackermann (GER)      | DNF                   |
| 86                    | Ryan Gibbons (RSA)          | 35.                   |
| 87                    | Michael Vink (NZL)          | 85.                   |

| Bingoal WB BWB | Bingoal WB BWB                 | Bingoal WB BWB |
| -------------- | ------------------------------ | -------------- |
| #              | Cyklist                        | Placering      |
| 91             | Dorian de Maeght (BEL)         | DNS            |
| 92             | Luca De Meester (BEL)          | 38.            |
| 93             | Ceriel Desal (BEL)             | 84.            |
| 94             | Karl Patrick Lauk (EST)        | 74.            |
| 95             | Ludovic Robeet (BEL)           | DNF            |
| 96             | Guillaume Van Keirsbulck (BEL) | 18.            |
| 97             | Nathan Vandepitte (FRA)        | 31.            |

| Human Powered Health HPM | Human Powered Health HPM       | Human Powered Health HPM |
| ------------------------ | ------------------------------ | ------------------------ |
| #                        | Cyklist                        | Placering                |
| 101                      | Stanisław Aniołkowski (POL)    | 83.                      |
| 102                      | Alan Banaszek (POL)            | 23.                      |
| 103                      | Charles-Étienne Chrétien (CAN) | 69.                      |
| 104                      | Chad Haga (USA)                | DNS                      |
| 105                      | Colin Joyce (USA)              | 55.                      |
| 106                      | Barnabás Peák (HUN)            | DNF                      |
| 107                      | Benjamin Perry (CAN)           | 51.                      |

| Lotto Dstny LTD | Lotto Dstny LTD             | Lotto Dstny LTD |
| --------------- | --------------------------- | --------------- |
| #               | Cyklist                     | Placering       |
| 111             | Sébastien Grignard (BEL)    | 49.             |
| 112             | Branko Huys (BEL)           | 73.             |
| 113             | Lorenz Van De Wynkele (BEL) | DNF             |
| 114             | Milan Menten (BEL)          | 7.              |
| 115             | Michael Schwarzmann (GER)   | 39.             |
| 116             | Rüdiger Selig (GER)         | 13.             |
| 117             | Liam Slock (BEL)            | 28.             |

| Q36.5 Pro Cycling Team Q36 | Q36.5 Pro Cycling Team Q36 | Q36.5 Pro Cycling Team Q36 |
| -------------------------- | -------------------------- | -------------------------- |
| #                          | Cyklist                    | Placering                  |
| 121                        | Fabio Christen (SUI)       | 72.                        |
| 122                        | Filippo Colombo (SUI)      | 17.                        |
| 123                        | Tom Devriendt (BEL)        | DNF                        |
| 124                        | Kamil Małecki (POL)        | DNF                        |
| 125                        | Nicolò Parisini (ITA)      | DNF                        |
| 126                        | Szymon Sajnok (POL)        | DNF                        |
| 127                        | Nickolas Zukowsky (CAN)    | 30.                        |

| Team Corratec COR | Team Corratec COR         | Team Corratec COR |
| ----------------- | ------------------------- | ----------------- |
| #                 | Cyklist                   | Placering         |
| 131               | Antonio Barać (CRO)       | DNF               |
| 132               | Nicolas Dalla Valle (ITA) | 64.               |
| 133               | Giulio Masotto (ITA)      | DNF               |
| 134               | Charlie Quaterman (GBR)   | DNF               |
| 135               | Lorenzo Quartucci (ITA)   | DNF               |
| 136               | Etienne van Empel (NED)   | DNF               |
| 137               | Samuele Zambelli (ITA)    | 70.               |

| Team Flanders-Baloise TFB | Team Flanders-Baloise TFB | Team Flanders-Baloise TFB |
| ------------------------- | ------------------------- | ------------------------- |
| #                         | Cyklist                   | Placering                 |
| 141                       | Jules Hesters (BEL)       | DNF                       |
| 142                       | Sander De Pestel (BEL)    | 48.                       |
| 143                       | Gilles De Wilde (BEL)     | 21.                       |
| 144                       | Milan Fretin (BEL)        | 37.                       |
| 145                       | Tuur Dens (BEL)           | 71.                       |
| 146                       | Ward Vanhoof (BEL)        | 41.                       |
| 147                       | Aaron Verwilst (BEL)      | DNF                       |

| TotalEnergies TEN | TotalEnergies TEN          | TotalEnergies TEN |
| ----------------- | -------------------------- | ----------------- |
| #                 | Cyklist                    | Placering         |
| 151               | Edvald Boasson Hagen (NOR) | 4.                |
| 152               | Thomas Bonnet (FRA)        | 61.               |
| 154               | Émilien Jeannière (FRA)    | DNF               |
| 155               | Lorrenzo Manzin (FRA)      | DNF               |
| 156               | Dries Van Gestel (BEL)     | DNF               |
| 157               | Mattéo Vercher (FRA)       | 86.               |

| CIC U Nantes Atlantique UCN | CIC U Nantes Atlantique UCN   | CIC U Nantes Atlantique UCN |
| --------------------------- | ----------------------------- | --------------------------- |
| #                           | Cyklist                       | Placering                   |
| 161                         | Pierre Barbier (FRA)          | 79.                         |
| 162                         | Enzo Boulet (FRA)             | DNF                         |
| 163                         | Léo Danès (FRA)               | 50.                         |
| 164                         | Maël Guégan (FRA)             | 16.                         |
| 165                         | Rasmus Søjberg Pedersen (DEN) | DNF                         |
| 166                         | Nolann Mahoudo (FRA)          | 36.                         |
| 167                         | Emmanuel Morin (FRA)          | 19.                         |

| Go Sport-Roubaix Lille Métropole GRL | Go Sport-Roubaix Lille Métropole GRL | Go Sport-Roubaix Lille Métropole GRL |
| ------------------------------------ | ------------------------------------ | ------------------------------------ |
| #                                    | Cyklist                              | Placering                            |
| 171                                  | Samuel Leroux (FRA)                  | 77.                                  |
| 172                                  | Rait Ärm (EST)                       | 29.                                  |
| 173                                  | Célestin Guillon (FRA)               | DNF                                  |
| 174                                  | Maxime Jarnet (FRA)                  | 11.                                  |
| 175                                  | Tom Mainguenaud (FRA)                | 76.                                  |
| 176                                  | Jérémy Leveau (FRA)                  | 42.                                  |
| 177                                  | Norman Vahtra (EST)                  | 22.                                  |

| Saint Michel-Mavic-Auber 93 AUB | Saint Michel-Mavic-Auber 93 AUB | Saint Michel-Mavic-Auber 93 AUB |
| ------------------------------- | ------------------------------- | ------------------------------- |
| #                               | Cyklist                         | Placering                       |
| 181                             | Rudy Barbier (FRA)              | 63.                             |
| 182                             | Romain Cardis (FRA)             | 82.                             |
| 183                             | Nicolas Debeaumarché (FRA)      | DNF                             |
| 184                             | Théo Delacroix (FRA)            | 24.                             |
| 185                             | Thomas Gachignard (FRA)         | 9.                              |
| 186                             | Joris Delbove (FRA)             | 52.                             |
| 187                             | Florian Rapiteau (FRA)          | DNF                             |

Förklaringar
DNF = Fullföljde inte, OTL = Utanför tidsgränsen, DNS = Startade inte, DSQ = Diskvalificerad